# Staatsobligatie
Een staatsobligatie (ook wel staatslening) is een obligatie aangegaan door een overheid. In Nederland worden deze obligaties op de markt gebracht door het Agentschap van de Generale Thesaurie van het ministerie van Financiën, gevestigd in Den Haag. Dit agentschap trekt langlopende en kortlopende leningen aan om het financieringstekort van het Rijk te dekken.
Een aantal keren per jaar plaatst het Agentschap langlopende staatsleningen op de openbare kapitaalmarkt. Beleggers kunnen daarop inschrijven.

## Systemen van uitgifte van leningen

### Toonbanksysteem
Bij de staatslening van 15 februari 1993 is het toonbanksysteem ('over the counter'- systeem) toegepast. De inschrijving stond vanaf 18 januari open op beursdagen van 8.30 tot 17.00 uur. De koers van uitgifte wordt dagelijks vastgesteld en beleggers kunnen opgeven voor hoeveel ze willen inschrijven. Het Agentschap kan de uitgiftekoers verhogen als er veel belangstelling bestaat. Vanzelfsprekend wordt daarbij rekening gehouden met de rendementen van al bestaande staatsleningen op dat moment. Op elk gewenst ogenblik kan de inschrijving worden gestopt. Het voordeel van dit systeem is, dat beter op de markt kan worden ingespeeld dan bij het tendersysteem.

### Tendersysteem
Bij het tendersysteem maakt het Agentschap bekend tegen welke rente men wil gaan lenen, maar de koers van uitgifte van de lening wordt pas na afloop van de inschrijving vastgelegd. Beleggers geven via hun bank of commissionair door voor welk bedrag zij tegen ten hoogste welke koers (de limietkoers) willen afnemen. Naarmate zij de staatslening aantrekkelijker vinden, zullen ze tegen hogere limiet-koersen inschrijven. Na sluiting van de inschrijving maakt het Agentschap een overzicht waaruit blijkt voor welk bedrag bij verschillende koersen is ingeschreven.

### Uitgiftekoers
Bij de keuze van de uitgiftekoers geldt dat een lagere koers een grotere opbrengst levert, maar dat dan relatief duur wordt geleend. Immers, stel dat bij een 7% lening de uitgiftekoers op 98% wordt bepaald. Dan ontvangt het Rijk per obligatie van nominaal € 1000 een bedrag van €980. Er moet jaarlijks €70 (7% van €1000) rente worden vergoed. Dat is dan 7,14% (70/980) x 100%. Neem aan dat de uitgiftekoers op 101% is gesteld. Beleggers die een lagere limiet hadden opgegeven, vissen achter het net. Beleggers die 101 hadden opgegeven krijgen hun inschrijving toegewezen afhankelijk van het toewijzingspercentage. Beleggers die een limiet hoger dan 101% hadden opgegeven, hebben geluk. Zij zien hun inschrijving toegewezen tegen de koers 101%, dus lager dan ze bereid waren te betalen.
Het Agentschap hanteert soms combinaties van toonbankuitgifte en tendersysteem.

## Rentepercentage

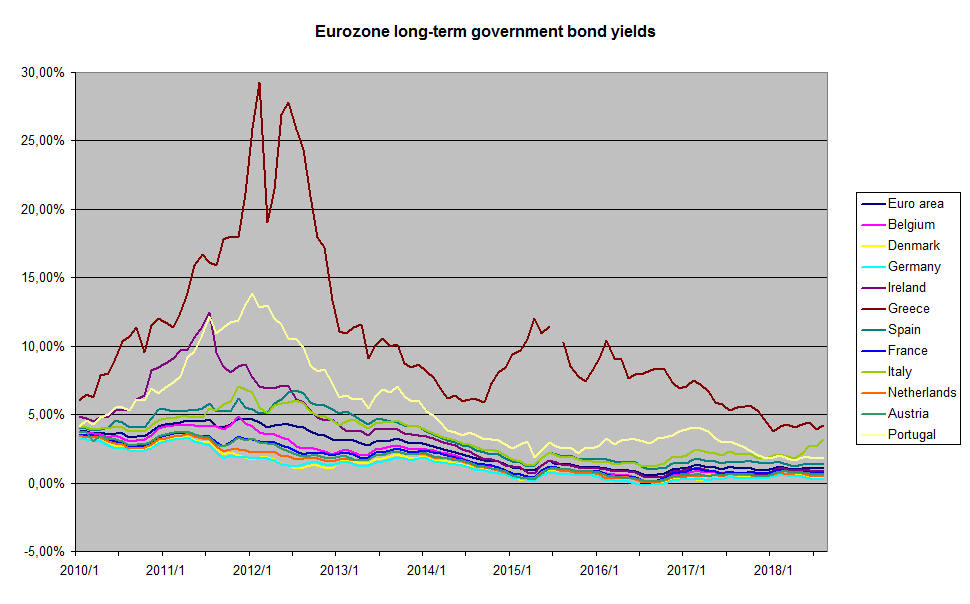
Rendementen van een aantal langlopende staatsleningen in de Eurozone (bron: Eurostat)

De rente die jaarlijks wordt betaald over de nominale waarde van de obligatie, de couponrente. Bij een obligatie van €1000 wordt in dit geval per jaar €70 aan rente betaald.

## Het jaar of de periode waarin wordt afgelost
De nominale waarde wordt terugbetaald - er wordt a pari afgelost -volgens een bepaald aflossingsschema dat vastligt in de leningsvoorwaarden. De 7% Staatslening van 15 februari 1993 werd op 15 februari 2003 in zijn geheel afgelost. Internationaal heeft men een voorkeur voor dit soort zogeheten 'bullet'-leningen. Het komt ook voor dat tussentijds wordt afgelost waarbij een loting bepaalt welke obligaties daarvoor in aanmerking komen.

## Couponrendement
Hierbij gaat het om de totale opbrengst van het bedrag dat men ergens in gestoken heeft. Koopt men een 7% obligatie van €1000 bij een koers van 999,2, dan is het zogeheten couponrendement
(70:999,2)x100% = 7,006%. In het algemeen:
{\displaystyle {\rm {couponrendement={\frac {nominaal\times rente}{beurswaarde}}\times 100\%}}}
Met aankoopkosten is in dit voorbeeld geen rekening gehouden..

## Effectief rendement
Het effectief rendement houdt naast het couponrendement nog rekening met winst of verlies bij aflossing. In sommige bladen - zeker de vakbladen en bijvoorbeeld ook de Volkskrant en NRC Handelsblad - staat het effectief rendement afgedrukt bij elke lening. Het kan bij benadering op de onderstaande manier berekend worden.
De 7% Staatslening 93-03 wordt in 2003 in zijn geheel afgelost. De vervaldag van de coupon van deze lening is jaarlijks op 15 februari. De beurskoers op 15 mei 1995 is 101,25%. Wie op die dag zo'n obligatie van €1000 koopt voor € 1012,50 heeft bij aflossing € 12,50 nadeel. Omdat het rendement op jaarbasis wordt berekend, moet dit nadeel uitgesmeerd worden over de resterende looptijd van de lening. De resterende looptijd betreft 15 mei 1995 tot 15 februari 2003, dat is 7 jaar en 9 maanden (omgerekend 7,75 jaar).
De formule voor berekening van het effectief rendement is dan:
{\displaystyle {\rm {{\frac {rent\times nom+{\frac {nom-bswa}{rlpt}}}{\frac {nom+bswa}{2}}}\times 100\%}}}
waarbij
- rent = het rentepercentage
- nom = het nominale bedrag
- bswa = de beurswaarde
- rlpt = de resterende looptijd in jaren

De berekening, op 15 mei 1995, van het effectief rendement van de 7% Staatslening 93-03 ziet er als volgt uit:
{\displaystyle {\frac {0,07\times 1000+{\frac {1000-1012,50}{7,75}}}{\frac {1000+1012,50}{2}}}\times 100\%=6,78\%}
In de jaarlijkse publicatie Outlook publiceert het Agentschap van de Generale Thesaurie voor de eerste dag van elk kwartaal van het voorafgaande jaar een zogenoemde Dutch curve, die als functie van de resterende looptijd het effectieve rendement aangeeft.
Anno 2021 was het effectieve rendement op Nederlandse staatsobligaties negatief (behalve potentieel bij een zeer lange resterende looptijd), ook nog bij een resterende looptijd van 31 jaar. Bij nieuwe uitgiftes is de nominale rente 0% (het zijn nulcouponobligaties), maar was de uitgiftekoers meer dan 100%.
Op 16 mei 2022 was de koers van de nulcouponobligaties overwegend onder de 100%, wat betekent dat het effectieve rendement voor Nederlandse staatsobligaties met de betreffende resterende looptijd weer positief was. Dit blijkt ook bij nieuwe uitgiftes (10 mei 2022, resterende looptijd 3 jaar en 8 maanden: 0,761 %).

## Modified duration
Dit is een maatstaf voor de koersgevoeligheid van de obligatie. Als verwacht wordt dat het effectief rendement van de lening met 1%-punt zal stijgen, zal de koers van de obligatielening ongeveer dalen met de modified duration als percentage. Als bijvoorbeeld het effectief rendement op de 7%-lening 93/03 zou oplopen van 6,78 naar 7,78, mag een koersdaling worden verwacht met 5,74%.